# Fran Tudor
Fran Tudor (Zágráb, 1995. szeptember 27. –) horvát válogatott labdarúgó, a lengyel Raków Częstochowa középpályása.

## Pályafutása

### Klubcsapatokban
Tudor a horvát fővárosban, Zágrábban született. Az ifjúsági pályafutását a helyi Mladost Buzin, Dinamo Zagreb és Zagreb csapatában kezdte, majd a görög Panathinaikósz akadémiájánál folytatta.
2015-ben mutatkozott be a Hajduk Split első osztályban szereplő felnőtt keretében. 2020. január 1-jén szerződést kötött a lengyel első osztályban érdekelt Raków Częstochowa együttesével. Először a 2020. február 8-ai, Lech Poznań ellen 3–0-ra elvesztett mérkőzésen lépett pályára. Első gólját 2020. július 4-én, a Zagłębie Lubin ellen hazai pályán 2–1-es vereséggel zárult találkozón szerezte meg.

### A válogatottban
Tudor az U19-es és az U21-es korosztályú válogatottakban is képviselte Horvátországot.
2017-ben debütált a felnőtt válogatottban. Először a 2017. január 11-ei, Chile ellen 1–1-es döntetlennel zárult, majd büntetőkkel elvesztett mérkőzés 57. percében, Antonio Peroševićet váltva lépett pályára. Első válogatott gólját 2017. május 28-án, Mexikó ellen 2–1-re megnyert barátságos mérkőzésen szerezte meg.

## Statisztikák
2023. május 2. szerint
| Klub              | Szezon   | Osztály     | Bajnokság | Bajnokság | Kupa és Ligakupa | Kupa és Ligakupa | Nemzetközi | Nemzetközi | Összesen | Összesen |
| Klub              | Szezon   | Osztály     | Meccs     | Gól       | Meccs            | Gól              | Meccs      | Gól        | Meccs    | Gól      |
| ----------------- | -------- | ----------- | --------- | --------- | ---------------- | ---------------- | ---------- | ---------- | -------- | -------- |
| Hajduk Split      | 2014–15  | 1. HNL      | 7         | 2         | 1                | 0                | —          | —          | 8        | 2        |
| Hajduk Split      | 2015–16  | 1. HNL      | 31        | 7         | 3                | 0                | 7          | 0          | 41       | 7        |
| Hajduk Split      | 2016–17  | 1. HNL      | 27        | 3         | 2                | 2                | 4          | 1          | 33       | 6        |
| Hajduk Split      | 2017–18  | 1. HNL      | 20        | 2         | 2                | 0                | 4          | 0          | 26       | 2        |
| Hajduk Split      | 2018–19  | 1. HNL      | 24        | 1         | 0                | 0                | 1          | 0          | 25       | 1        |
| Hajduk Split      | Összesen | Összesen    | 109       | 15        | 8                | 2                | 16         | 1          | 133      | 18       |
| Raków Częstochowa | 2019–20  | Ekstraklasa | 16        | 1         | 0                | 0                | —          | —          | 16       | 1        |
| Raków Częstochowa | 2020–21  | Ekstraklasa | 29        | 1         | 5                | 0                | —          | —          | 34       | 1        |
| Raków Częstochowa | 2021–22  | Ekstraklasa | 31        | 2         | 7                | 1                | 6          | 0          | 44       | 3        |
| Raków Częstochowa | 2022–23  | Ekstraklasa | 27        | 2         | 5                | 1                | 6          | 2          | 38       | 5        |
| Raków Częstochowa | Összesen | Összesen    | 103       | 6         | 17               | 2                | 12         | 2          | 132      | 10       |
| Összesen          | Összesen | Összesen    | 212       | 21        | 25               | 4                | 28         | 3          | 265      | 28       |

### A válogatottban
| Válogatott   | Év       | Pályára lépés | Gól |
| ------------ | -------- | ------------- | --- |
| Horvátország | 2017     | 3             | 1   |
| Összesen     | Összesen | 3             | 1   |

#### Góljai a válogatottban
| # | Időpont         | Helyszín                                                              | Ellenfél | Gólok | Eredmény | Kiírás              |
| - | --------------- | --------------------------------------------------------------------- | -------- | ----- | -------- | ------------------- |
| 1 | 2017. május 28. | Los Angeles Memorial Coliseum, Los Angeles, Amerikai Egyesült Államok | Mexikó   | 2–0   | 2–1      | Barátságos mérkőzés |

## Sikerei, díjai
Raków Częstochowa
- Ekstraklasa
  - Bajnok (1): 2022–23

- Lengyel Kupa
  - Győztes (2): 2020–21, 2021–22
  - Döntős (1): 2022–23

- Lengyel Szuperkupa
  - Győztes (2): 2021, 2022